# Anna Bahriana
Anna Bahriana, ukr. Анна Багряна (ur. 1981 w Fastowіе) – ukraińska poetka, prozaik, dramatopisarka, tłumaczka.

## Życiorys
Ukończyła studia na wydziale filologicznym Uniwersytetu Kijowskiego im. Tarasa Szewczenki. Pracowała jako dziennikarz w radiu i telewizji, jest Sekretarzem Rady Narodowego Związku Pisarzy Ukrainy ds. twórczości młodzieży oraz naczelnym redaktorem pisma literackiego „Granoslowije”.

## Twórczość
Autorka książek poetyckich, powieści, utworów dramatycznych, libretta do musicalu Gloria. Jej utwory dramatyczne były wystawiane w teatrach Ukrainy i Ameryki, poezja i powieści zostały przetłumaczone na języki: polski, rosyjski, angielski, francuski, bułgarski, serbski, macedoński, azerbejdżański, łotewski i albański. Jej wiersze i opowiadania publikowały na swoich łamach polskie pisma literackie: dwumiesięcznik SPP „Lublin”, radomska „Resursa”, bydgoski „Akant”, częstochowska „Galeria”, krakowska „Lamelli”.
Tłumaczy z języków słowiańskich. Uczestnik wielu międzynarodowych literackich festiwali.
Laureatka Międzynarodowej ukraińsko-niemieckiej nagrody im. Olesia Honczara, konkursów „Koronacja słowa” i „Smoloskyp” (2008) – za powieść Etymologia krwi, Literackiego konkursu im. M. Bek (Kanada), nagrody „Srebrne pióro” (Bułgaria), nagrody „Qiriu i Naimit” (Macedonia).
Członkini Narodowego Związku Pisarzy Ukrainy oraz Związku Ukraińskich Pisarzy.

### Wybrane publikacje
Książki poetyckie
- Kwiatostan słów (Суцвіття слів (ukr.)), Kijów 2000.
- Wśród snu bzów (Поміж бузкових снів (ukr.)), Kijów 2002.
- Między Bogami a nami (Між богами і нами (ukr.)), Kijów 2005.
- Spacer po linie (Мандрівка линвою (ukr.)) Radom-Lwów 2008 (dwujęzyczne wydanie we współpracy z polskim pisarzem Wojciechem Pestką).
- Inne linie (Інші лінії (ukr.)), Kijów 2009.
- Czary z miłości (Замовляння із любові (ukr.)), 2011.

Powieści
- Etymologija krwi (Етимологія крові (ukr.)), Kijów 2008.
- Dziwna taka miłość (Дивна така любов (ukr.)), Kijów 2010.
- Doszkulaka (Дошкуляка (ukr.)), Kijów 2012.

Inne
- Wyśnij mnie..., Częstochowa: Wydawnictwo Dom książki, 2008 (wiersze).
- Życia wybitnych dzieci (Життя видатних дітей (ukr.)), Kijów 2010 (opowiadania dla dzieci).